# Cosmos 1

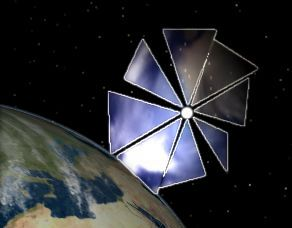
Disegno illustrante Cosmos I in orbita terrestre con la sua vela aperta

Cosmos 1 era un progetto russo-americano proposto dalla Planetary Society per provare la prima vela solare nello spazio. Il satellite Cosmos 1 è stato lanciato nel 2005 da un sottomarino russo nel mare di Barents, tuttavia un guasto al razzo ha impedito al satellite di raggiungere l'orbita prevista.

## La missione
Come parte del progetto un'astronave senza equipaggio è stata lanciata nello spazio alle 19:46 UTC del 21 giugno 2005 dal sottomarino Borisoglesbsk, nel mare di Barents. Un difetto dei razzi di lancio ha impedito il raggiungimento dell'orbita. Una volta in orbita l'astronave avrebbe dovuto aprire una grossa vela che i fotoni del sole avrebbero dovuto spingere per dare velocità al veicolo (con minori contributi anche da parte del vento solare). Se la missione avesse avuto successo, sarebbe stata il primo uso orbitale della vela solare per accelerare un'astronave, nonché la prima missione spaziale con finanziamento interamente privato. Il costo del progetto era di 4 milioni di dollari.